# Saint-Just (Ille-et-Vilaine)
Saint-Just ist eine französische Gemeinde im Département Ille-et-Vilaine in der Region Bretagne. Das 40 km südwestlich von Rennes gelegene Dorf hat 1103 Einwohner (Stand 1. Januar 2022).

## Bevölkerungsentwicklung
| Jahr                       | 1962 | 1968 | 1975 | 1982 | 1990 | 1999 | 2011 | 2017 |
| Einwohner                  | 1171 | 1120 | 1121 | 1024 | 997  | 929  | 1076 | 1065 |
| Quellen: Cassini und INSEE |      |      |      |      |      |      |      |      |

## Sehenswürdigkeiten
Siehe: Liste der Monuments historiques in Saint-Just (Ille-et-Vilaine)

### Megalithanlagen
Der Ort ist bei Archäologen besonders wegen der zahlreichen Megalithanlagen bekannt. Darunter sind Steinreihen (wie die Alignements du Moulin), Steinpaare (wie die Demoiselles de Langon), Dolmen mit Seitenkammern, der große Tumulus von Château Bû (Schloss des Ochsen), Menhire und tertre tumulaire (Tumuli de la Croix Saint-Pierre) und die Anlage Four Sarrazin, die auf einem Rundweg (Circuit des Mégalithes) in der Heide zwischen Saint-Just und Cojoux zu besichtigen sind. Die Anzahl der örtlichen Menhire ist die zweitgrößte nach Carnac. Das Hauptmerkmal der Anlagen von Saint-Just ist, dass einige der in der Steinzeit errichteten Monumente in der Bronzezeit (mehr als 1000 Jahre später) erneut genutzt wurden.